# Krisis (Zeitschrift)
Krisis war eine politische Zeitschrift und kapitalismuskritische Gruppe, deren Hauptfokus eine theoretische Kritik der „Warengesellschaft“ darstellt (Wertkritik).
Die Zeitschrift existiert seit dem Jahre 1986 (bis 1989 unter dem Namen Marxistische Kritik) und erscheint seit 2004 im Unrast Verlag. Die letzte Printausgabe (Nr. 33) erschien im Jahre 2010. Seit 2013 werden neue Artikel in unregelmäßiger Folge nur noch auf der Homepage veröffentlicht.
Parallel zur Zeitschrift existiert das gleichnamige Projekt, das eine Diskussionsplattform für Einzelpersonen, Gruppen und Initiativen schaffen will, die sich nach eigenen Angaben kritisch mit den Entwicklungen der „vorgeblichen Alternativlosigkeit des kapitalistischen Weltsystems“ auseinandersetzen. Sein Ziel ist die „Formierung einer neuen global kooperierenden, nicht-hierarchischen sozialen Bewegung gegen die herrschenden Zustände“.
Im Jahr 1999 veröffentlichte die Gruppe das Manifest gegen die Arbeit, das sich gegen die Marxsche Auffassung von der Arbeit als die alles begründende gesellschaftliche Wirklichkeit wendet.
Der prominenteste Autor der Zeitschrift und Mitarbeiter der Gruppe war bis April 2004 Robert Kurz. Dann kam es zur Spaltung und Neugründung der Gruppe EXIT! (wieder samt gleichnamiger Zeitschrift), in der Robert Kurz bis zu seinem Tod im Juli 2012 Mitglied war. Weitere Autoren der Krisis-Gruppe sind Ernst Lohoff (* 1960), Norbert Trenkle (* 1959) und Claus Peter Ortlieb.

## Publikationen
- Gruppe Krisis (Hrsg.): Manifest gegen die Arbeit. Gruppe Krisis, Erlangen 1999 (Übersetzungen ins Englische, Spanische, Französische, Italienische, Portugiesische, Russische, Persische, Finnische und Griechische (Alle Sprachversionen online, einige Kritiken und Erwiderungen darauf)).